# Корчмино
Корчмино — деревня в Мышкинском районе Ярославской области. Входит в состав Приволжского сельского поселения.

## География
Деревня Корчмино расположена на правом берегу реки Сутка, в 15 км (по дорогам) к юго-западу от районного центра, города Мышкина.

## Население
| 2007 | 2010 |
| ---- | ---- |
| 2    | →2   |